# 生产力理论
生产力理论或生产力决定论（productive force determinism）是一个歸類於共产主义和马克思主义的相關经济理论。
马克思关于生产力内涵的论述归纳为以下几点： 
- 生产力三要素是劳动力、劳动资料、劳动对象，其中劳动资料和劳动对象构成生产资料。
- 人是首要的生产力，工人、劳动力是生产力，且强调最强大的一种生产力是革命阶级本身。
- 科学技術是重要的生产力，马克思认为生产力中科学发展即物質和精神财富发展所表现的一个方面一种形式。
- 知识也是生产力，体现在劳动者的智力素质上。
- 分工、协作是提高生产力的主要形成，社会生产力的发展以大规模的分工、协作为前提，分工协作不仅提高了个人生产力，而且创造了生产力，这种生产力本身必然是集体力。[1]

## 邓小平理論
邓小平南巡的讲话中，强调了科学技术是第一生产力，科技力是短期爆發生產力的關鍵。
鄧小平也主張恢復市場的功能；他認為計劃經濟不利於調動人民勞動的積極性，同時統購統銷的方法不是按照需求，而往往是按照平均主義的方式進行分配，遏制了「人」這種重要生产力的發展運用。應該以實踐作為檢驗真理的唯一標準，解放思想，實事求是，建設有中國特色的社會主義。